# Hypserpa laurina
Hypserpa laurina là một loài thực vật có hoa trong họ Biển bức cát. Loài này được Ferdinand von Mueller mô tả khoa học đầu tiên năm 1864 dưới danh pháp Selwynia laurina. Năm 1910 Friedrich Ludwig Diels chuyển nó sang chi Hypserpa.